# Art Hirahara
Art Hirahara (San Francisco, 1971 –), amerikai dzsesszzongorista, zeneszerző.

## Pályafutása
Négyévesen kezdett zongorázni. Az Oberlin Conservatory of Musicon majd a California Institute of the Artson tanult. 2003 óta szereplője a New York-i dzsessz-életnek, debütáló albuma, az Edge of This Earth 2000-ben jelent meg.
2019-ben a B. T. Express együttes számára készített videoklipje megnyerte az Audio Shoot nemzetközi video- és filmfesztivált, a Queen City Filmfesztivált és a Raleigh Film- és Művészeti Fesztivált.

## Lemezek
- 2000: Edge of This Earth
- 2011: Noble Path
- 2014: Libations & Meditations
- 2017: Central Line
- 2020: Balance Point
- 2021: Open Sky